# Liste der Spieler des EC Deilinghofen

Das erste Logo des EC „Sauerland“ Deilinghofen (1959)

Die Liste der Spieler des EC Deilinghofen umfasst alle Eishockeyspieler, die mindestens ein Spiel für die Herren-Mannschaft des EC Deilinghofen bestritten haben, der im Jahr 1979 in ECD Iserlohn umbenannt wurde und 1988 als ECD Sauerland neu gestartet ist. Der ECD wurde im Februar 1959 gegründet, stellte jedoch erst ab 1961 ein Team im Senioren-Spielbetrieb. Die Mannschaft war bis 1965 in der drittklassigen Gruppenliga und anschließend in der zweitklassigen Oberliga aktiv. Im Jahr 1973 gehörte der ECD zu den ersten Teams der neu geschaffenen 2. Bundesliga. Zwischen 1977 und 1980 sowie von 1982 bis 1987 spielte die Mannschaft in der Bundesliga. Nach einer Oberliga-Saison 1988/89 gehörte der ECD bis 1994 wieder der 2. Bundesliga an.
Von 1961 bis 1994 waren insgesamt 216 Feldspieler und 20 Torhüter für den ECD aktiv. Sie stammten aus zwölf Nationen; die größten Gruppen waren Deutsche (198), Kanadier (40) und Tschechoslowaken (16), wobei Spieler mit zwei Staatsbürgerschaften doppelt gezählt werden. Rekordspieler sind Dieter Brüggemann (588 Partien), Gerhald Müll (521) und Gerhard Möller (429). Die meisten Tore erzielt haben Jörg Schauhoff (346), Dieter Brüggemann (294) und Gerhald Müll (222). Der ausländische Spieler mit dem meisten Einsätzen ist Martti Jarkko (163), der erfolgreichste ausländische Torschütze ist Edgar Hebert (113 Treffer).

## Gesamtliste
Die folgende Liste umfasst alle Spieler, die in mindestens einem Ligaspiel für die erste Herren-Mannschaft des EC Deilinghofen, ECD Iserlohn oder ECD Sauerland aufgelaufen sind. Die Tabelle ist sortierbar: Durch Anklicken eines Spaltenkopfes wird die Liste nach dieser Spalte geordnet, zweimaliges Anklicken kehrt die Sortierung um.
Die einzelnen Spalten beinhalten folgende Informationen:
- Name: Angegeben ist der Name des Spielers.
- Nat: Angegeben ist die Nationalität des Spielers.
- von: Angegeben ist das Jahr, in dem der Spieler sein erstes Spiel für den ECD absolviert hat.
- bis: Angegeben ist das Jahr, in dem der Spieler sein letztes Spiel für den ECD absolviert hat.
- Bundesliga: Angegeben sind die Statistiken für die Einsätze in der Bundesliga.
- 2. Bundesliga / Oberliga (1965–1973): Angegeben sind die Statistiken für die Einsätze in der 2. Bundesliga bzw. der damals noch zweitklassigen Oberliga.
- Gruppenliga NRW / Oberliga (1988/89): Angegeben sind die Statistiken für die Einsätze in der Gruppenliga bzw. der drittklassigen Oberliga.
- gesamt: Angegeben sind die Statistiken für alle Einsätze beim ECD, unabhängig von der Ligenzugehörigkeit.
- Sp: Angegeben ist die Anzahl der Spiele für den ECD.
- T: Angegeben ist die Anzahl der Tore für den ECD.
- V: Angegeben ist die Anzahl der Vorlagen für den ECD. Daten liegen in der Regel erst seit den 1980er Jahren vor.
- Pkt: Angegeben ist die Anzahl der Scorerpunkte für den ECD. Da die Zahl der Vorlagen erst seit den 1980er Jahren verlässlich erfasst wird, können bei Spielern aus den ersten beiden Jahrzehnten des ECD keine genauen Angaben gemacht werden. Dies wird in der Tabelle durch ein Pluszeichen signalisiert.
- SM: Angegeben ist die Anzahl der Strafminuten in der Zeit beim ECD. Daten liegen in der Regel erst seit den 1980er Jahren vor.

| Name                            | Nat                           | von  | bis  | Bundesliga | Bundesliga | Bundesliga | Bundesliga | Bundesliga | 2. Bundesliga / Oberliga (1965–1973) | 2. Bundesliga / Oberliga (1965–1973) | 2. Bundesliga / Oberliga (1965–1973) | 2. Bundesliga / Oberliga (1965–1973) | 2. Bundesliga / Oberliga (1965–1973) | Gruppenliga NRW / Oberliga (1988/89) | Gruppenliga NRW / Oberliga (1988/89) | Gruppenliga NRW / Oberliga (1988/89) | Gruppenliga NRW / Oberliga (1988/89) | Gruppenliga NRW / Oberliga (1988/89) | gesamt | gesamt | gesamt | gesamt | gesamt |
| Name                            | Nat                           | von  | bis  | Sp         | T          | V          | Pkt        | SM         | Sp                                   | T                                    | V                                    | Pkt                                  | SM                                   | Sp                                   | T                                    | V                                    | Pkt                                  | SM                                   | Sp     | T      | V      | Pkt    | SM     |
| ------------------------------- | ----------------------------- | ---- | ---- | ---------- | ---------- | ---------- | ---------- | ---------- | ------------------------------------ | ------------------------------------ | ------------------------------------ | ------------------------------------ | ------------------------------------ | ------------------------------------ | ------------------------------------ | ------------------------------------ | ------------------------------------ | ------------------------------------ | ------ | ------ | ------ | ------ | ------ |
| Heiko Antons                    | Deutschland                   | 1977 | 1978 | 49         | 3          |            | 3+         |            | –                                    | –                                    | –                                    | –                                    | –                                    | –                                    | –                                    | –                                    | –                                    | –                                    | 49     | 3      |        | 3+     |        |
| Ingo Apel                       | Deutschland                   | 1961 | 1962 | –          | –          | –          | –          | –          | –                                    | –                                    | –                                    | –                                    | –                                    | 16                                   | 0                                    |                                      | 0+                                   |                                      | 16     | 0      |        | 0+     |        |
| Christoph Augsten               | Deutschland                   | 1990 | 1992 | –          | –          | –          | –          | –          | 69                                   | 30                                   | 41                                   | 71                                   | 155                                  | –                                    | –                                    | –                                    | –                                    | –                                    | 69     | 30     | 41     | 71     | 155    |
| Klaus Auhuber                   | Deutschland                   | 1984 | 1985 | 21         | 8          | 1          | 9          | 64         | –                                    | –                                    | –                                    | –                                    | –                                    | –                                    | –                                    | –                                    | –                                    | –                                    | 21     | 8      | 1      | 9      | 64     |
| Thomas Barczikowski             | Deutschland                   | 1990 | 1991 | –          | –          | –          | –          | –          | 20                                   | 7                                    | 21                                   | 28                                   | 16                                   | –                                    | –                                    | –                                    | –                                    | –                                    | 20     | 7      | 21     | 28     | 16     |
| Andrzej Bieleninik              | Polen                         | 1988 | 1989 | –          | –          | –          | –          | –          | –                                    | –                                    | –                                    | –                                    | –                                    | 30                                   | 3                                    | 16                                   | 19                                   | 36                                   | 30     | 3      | 16     | 19     | 36     |
| Frank Blanke                    | Deutschland                   | 1980 | 1990 |            |            |            |            |            |                                      |                                      |                                      |                                      |                                      | –                                    | –                                    | –                                    | –                                    | –                                    | 151    | 0      |        | 0+     |        |
| Reik Bläsche                    | Deutschland                   | 1992 | 1993 | –          | –          | –          | –          | –          | 23                                   | 0                                    | 3                                    | 3                                    | 4                                    | –                                    | –                                    | –                                    | –                                    | –                                    | 23     | 0      | 3      | 3      | 4      |
| Roman Blazek                    | Deutschland-Tschechien        | 1991 | 1993 | –          | –          | –          | –          | –          | 71                                   | 24                                   | 26                                   | 50                                   | 77                                   | –                                    | –                                    | –                                    | –                                    | –                                    | 71     | 24     | 26     | 50     | 77     |
| Gordon Blumenschein             | Deutschland-Kanada            | 1989 | 1990 | –          | –          | –          | –          | –          | 28                                   | 17                                   | 29                                   | 46                                   | 18                                   | –                                    | –                                    | –                                    | –                                    | –                                    | 28     | 17     | 29     | 46     | 18     |
| Karl-Heinz Böhmer               | Deutschland                   | 1965 | 1970 | –          | –          | –          | –          | –          | 74                                   | 5                                    |                                      | 5+                                   |                                      | –                                    | –                                    | –                                    | –                                    | –                                    | 74     | 5      |        | 5+     |        |
| Juhani Boström                  | Finnland                      | 1979 | 1980 | 41         | 23         | 19         | 42         | 6          | –                                    | –                                    | –                                    | –                                    | –                                    | –                                    | –                                    | –                                    | –                                    | –                                    | 41     | 23     | 19     | 42     | 6      |
| Bruce Boudreau                  | Kanada                        | 1984 | 1985 | 32         | 22         | 29         | 51         | 43         | –                                    | –                                    | –                                    | –                                    | –                                    | –                                    | –                                    | –                                    | –                                    | –                                    | 32     | 22     | 29     | 51     | 43     |
| Friedhelm Branz                 | Deutschland                   | 1968 | 1978 |            |            |            |            |            |                                      |                                      |                                      |                                      |                                      | –                                    | –                                    | –                                    | –                                    | –                                    | 332    | 130    | 17+    | 147+   | 62+    |
| Manfred vom Braucke             | Deutschland                   | 1963 | 1964 | –          | –          | –          | –          | –          | –                                    | –                                    | –                                    | –                                    | –                                    | 17                                   | 7                                    |                                      | 7+                                   |                                      | 17     | 7      |        | 7+     |        |
| Kenneth Brown                   | Kanada                        | 1988 | 1989 | –          | –          | –          | –          | –          | –                                    | –                                    | –                                    | –                                    | –                                    | 34                                   | 54                                   | 33                                   | 87                                   | 46                                   | 34     | 54     | 33     | 87     | 46     |
| Mike Bruce                      | Deutschland-Kanada            | 1985 | 1987 | 95         | 22         | 60         | 82         | 38         | –                                    | –                                    | –                                    | –                                    | –                                    | –                                    | –                                    | –                                    | –                                    | –                                    | 95     | 22     | 60     | 82     | 38     |
| Dieter Brüggemann               | Deutschland                   | 1971 | 1990 | 252        | 100        | 54+        | 154+       | 226+       | 336                                  | 194                                  | 104+                                 | 298+                                 | 291+                                 | –                                    | –                                    | –                                    | –                                    | –                                    | 588    | 294    | 158+   | 452+   | 517+   |
| Roger Bruns                     | Deutschland                   | 1990 | 1992 | –          | –          | –          | –          | –          | 84                                   | 3                                    | 11                                   | 14                                   | 10                                   | –                                    | –                                    | –                                    | –                                    | –                                    | 84     | 3      | 11     | 14     | 10     |
| Oliver Buick                    | Deutschland                   | 1992 | 1993 | –          | –          | –          | –          | –          | 1                                    | 0                                    |                                      | 0+                                   |                                      | –                                    | –                                    | –                                    | –                                    | –                                    | 1      | 0      |        | 0+     |        |
| Henryk Buk                      | Deutschland-Polen             | 1983 | 1986 | 130        | 0          |            | 0+         | 4+         | –                                    | –                                    | –                                    | –                                    | –                                    | –                                    | –                                    | –                                    | –                                    | –                                    | 130    | 0      |        | 0+     | 4+     |
| Wolfgang Busam                  | Deutschland-Kanada            | 1980 | 1981 | –          | –          | –          | –          | –          | 16                                   | 1                                    | 5                                    | 6                                    | 12                                   | –                                    | –                                    | –                                    | –                                    | –                                    | 16     | 1      | 5      | 6      | 12     |
| Jerzy Christ                    | Deutschland-Polen             | 1989 | 1993 | –          | –          | –          | –          | –          | 131                                  | 80                                   | 126                                  | 206                                  | 176                                  | –                                    | –                                    | –                                    | –                                    | –                                    | 131    | 80     | 126    | 206    | 176    |
| Ross Cory                       | Kanada                        | 1982 | 1983 | 42         | 8          | 23         | 31         | 38         | –                                    | –                                    | –                                    | –                                    | –                                    | –                                    | –                                    | –                                    | –                                    | –                                    | 42     | 8      | 23     | 31     | 38     |
| Thomas Daffner                  | Deutschland                   | 1992 | 1993 | –          | –          | –          | –          | –          | 29                                   | 4                                    | 9                                    | 13                                   | 26                                   | –                                    | –                                    | –                                    | –                                    | –                                    | 29     | 4      | 9      | 13     | 26     |
| Teja Dambon                     | Deutschland                   | 1988 | 1991 | –          | –          | –          | –          | –          | 90                                   | 8                                    | 10                                   | 18                                   | 71                                   | 25                                   | 0                                    | 4                                    | 4                                    | 32                                   | 115    | 8      | 14     | 22     | 103    |
| Eric Daniels                    | Deutschland                   | 1992 | 1994 | –          | –          | –          | –          | –          | 8                                    | 0                                    | 0                                    | 0                                    | 0                                    | –                                    | –                                    | –                                    | –                                    | –                                    | 8      | 0      | 0      | 0      | 0      |
| Marc Dickhaut                   | Deutschland                   | 1990 | 1993 | –          | –          | –          | –          | –          | 46                                   | 0                                    | 1                                    | 1                                    | 0                                    | –                                    | –                                    | –                                    | –                                    | –                                    | 46     | 0      | 1      | 1      | 0      |
| Thomas Dolak                    | Deutschland-Tschechien        | 1984 | 1986 | 71         | 16         | 42         | 58         | 74         | –                                    | –                                    | –                                    | –                                    | –                                    | –                                    | –                                    | –                                    | –                                    | –                                    | 71     | 16     | 42     | 58     | 74     |
| Benoît Doucet                   | Deutschland-Kanada            | 1989 | 1990 | –          | –          | –          | –          | –          | 51                                   | 94                                   | 78                                   | 172                                  | 117                                  | –                                    | –                                    | –                                    | –                                    | –                                    | 51     | 94     | 78     | 172    | 117    |
| Vítězslav Ďuriš                 | Deutschland-Tschechien        | 1983 | 1987 | 99         | 31         | 60         | 91         | 104        | –                                    | –                                    | –                                    | –                                    | –                                    | –                                    | –                                    | –                                    | –                                    | –                                    | 99     | 31     | 60     | 91     | 104    |
| Martin Ebel                     | Deutschland                   | 1978 | 1983 | 83         | 7          | 6          | 13         | 30         | 93                                   | 13                                   | 21                                   | 34                                   | 56                                   | –                                    | –                                    | –                                    | –                                    | –                                    | 176    | 20     | 27     | 47     | 86     |
| Ralph Eber                      | Deutschland                   | 1988 | 1989 | –          | –          | –          | –          | –          | –                                    | –                                    | –                                    | –                                    | –                                    | 18                                   | 2                                    | 10                                   | 12                                   | 24                                   | 18     | 2      | 10     | 12     | 24     |
| Joachim Eling                   | Deutschland                   | 1978 | 1979 | 40         | 0          | 0          | 0          | 10         | –                                    | –                                    | –                                    | –                                    | –                                    | –                                    | –                                    | –                                    | –                                    | –                                    | 40     | 0      | 0      | 0      | 10     |
| Olf Engelmann                   | Deutschland                   | 1991 | 1994 | –          | –          | –          | –          | –          | 121                                  | 19                                   | 28                                   | 47                                   | 58                                   | –                                    | –                                    | –                                    | –                                    | –                                    | 121    | 19     | 28     | 47     | 58     |
| Jens Esche                      | Deutschland                   | 1990 | 1994 | –          | –          | –          | –          | –          | 126                                  | 9                                    | 13                                   | 22                                   | 32                                   | –                                    | –                                    | –                                    | –                                    | –                                    | 126    | 9      | 13     | 22     | 32     |
| Rüdiger Esser                   | Deutschland                   | 1988 | 1989 | –          | –          | –          | –          | –          | –                                    | –                                    | –                                    | –                                    | –                                    | 37                                   | 7                                    | 9                                    | 16                                   | 11                                   | 37     | 7      | 9      | 16     | 11     |
| Chris Evans                     | Deutschland-Kanada            | 1980 | 1981 | –          | –          | –          | –          | –          | 19                                   | 3                                    | 7                                    | 10                                   | 59                                   | –                                    | –                                    | –                                    | –                                    | –                                    | 19     | 3      | 7      | 10     | 59     |
| Greg Evtushevski                | Deutschland-Kanada            | 1989 | 1991 | –          | –          | –          | –          | –          | 90                                   | 91                                   | 194                                  | 285                                  | 227                                  | –                                    | –                                    | –                                    | –                                    | –                                    | 90     | 91     | 194    | 285    | 227    |
| Lutz Feser                      | Deutschland                   | 1992 | 1993 | –          | –          | –          | –          | –          | 1                                    | 0                                    |                                      | 0+                                   |                                      | –                                    | –                                    | –                                    | –                                    | –                                    | 1      | 0      |        | 0+     |        |
| Till Feser                      | Deutschland                   | 1989 | 1992 | –          | –          | –          | –          | –          | 116                                  | 44                                   | 48                                   | 92                                   | 102                                  | –                                    | –                                    | –                                    | –                                    | –                                    | 116    | 44     | 48     | 92     | 102    |
| Michael Fingerhut               | Deutschland                   | 1989 | 1990 | –          | –          | –          | –          | –          | 1                                    | 0                                    |                                      | 0+                                   |                                      | –                                    | –                                    | –                                    | –                                    | –                                    | 1      | 0      |        | 0+     |        |
| Jens Fischer                    | Deutschland                   | 1993 | 1994 | –          | –          | –          | –          | –          | 41                                   | 0                                    | 5                                    | 5                                    | 180                                  | –                                    | –                                    | –                                    | –                                    | –                                    | 41     | 0      | 5      | 5      | 180    |
| Frank Fischöder                 | Deutschland                   | 1990 | 1991 | –          | –          | –          | –          | –          | 6                                    | 0                                    | 0                                    | 0                                    | 0                                    | –                                    | –                                    | –                                    | –                                    | –                                    | 6      | 0      | 0      | 0      | 0      |
| Christian Flügge                | Deutschland                   | 1993 | 1994 | –          | –          | –          | –          | –          | 43                                   | 15                                   | 24                                   | 39                                   | 82                                   | –                                    | –                                    | –                                    | –                                    | –                                    | 43     | 15     | 24     | 39     | 82     |
| Antonio Fonso                   | Deutschland-Italien           | 1986 | 1994 | 15         | 0          | 0          | 0          | 0          | 56                                   | 6                                    | 8                                    | 14                                   | 69                                   | –                                    | –                                    | –                                    | –                                    | –                                    | 71     | 6      | 8      | 14     | 69     |
| Čestmír Fous                    | Deutschland-Tschechien        | 1980 | 1992 | 224+       | 0          | 2+         | 2+         | 43+        | 90+                                  | 0                                    | 1+                                   | 1+                                   | 32+                                  | –                                    | –                                    | –                                    | –                                    | –                                    | 345    | 0      | 3+     | 3+     | 75+    |
| Detlef Franke                   | Deutschland                   | 1974 | 1981 |            | 0          |            | 0+         |            | 6+                                   | 0                                    |                                      | 0+                                   |                                      | –                                    | –                                    | –                                    | –                                    | –                                    | 98     | 0      |        | 0+     |        |
| Georg Gailer                    | Deutschland                   | 1989 | 1990 | –          | –          | –          | –          | –          | 33                                   | 2                                    | 2                                    | 4                                    | 2                                    | –                                    | –                                    | –                                    | –                                    | –                                    | 33     | 2      | 2      | 4      | 2      |
| Peter Gailer                    | Deutschland                   | 1984 | 1990 | 139        | 21         | 49         | 70         | 253        | 23                                   | 7                                    | 22                                   | 29                                   | 53                                   | 44                                   | 19                                   | 47                                   | 66                                   | 134                                  | 206    | 47     | 118    | 165    | 440    |
| Uwe Geiselmann                  | Deutschland                   | 1988 | 1989 | –          | –          | –          | –          | –          | –                                    | –                                    | –                                    | –                                    | –                                    | 47                                   | 16                                   | 33                                   | 49                                   | 57                                   | 47     | 16     | 33     | 49     | 57     |
| Frank Gentges                   | Deutschland                   | 1986 | 1987 | 32         | 0          | 8          | 8          | 8          | –                                    | –                                    | –                                    | –                                    | –                                    | –                                    | –                                    | –                                    | –                                    | –                                    | 32     | 0      | 8      | 8      | 8      |
| Friedrich Gillen                | Deutschland                   | 1968 | 1975 | –          | –          | –          | –          | –          | 109                                  | 15                                   |                                      | 15+                                  |                                      | –                                    | –                                    | –                                    | –                                    | –                                    | 109    | 15     |        | 15+    |        |
| Holger Glomb                    | Deutschland                   | 1991 | 1992 | –          | –          | –          | –          | –          | 22                                   | 0                                    | 4                                    | 4                                    | 13                                   | –                                    | –                                    | –                                    | –                                    | –                                    | 22     | 0      | 4      | 4      | 13     |
| Michael Goldmann                | Deutschland                   | 1980 | 1984 | 58         | 3          | 3          | 6          | 10         | 91                                   | 21                                   | 17                                   | 38                                   | 45                                   | –                                    | –                                    | –                                    | –                                    | –                                    | 149    | 24     | 20     | 44     | 55     |
| Peter Graw                      | Deutschland                   | 1971 | 1972 | –          | –          | –          | –          | –          | 25                                   | 13                                   |                                      | 13+                                  |                                      | –                                    | –                                    | –                                    | –                                    | –                                    | 25     | 13     |        | 13+    |        |
| Alexander Groß                  | Deutschland                   | 1982 | 1983 | 42         | 11         | 9          | 20         | 20         | –                                    | –                                    | –                                    | –                                    | –                                    | –                                    | –                                    | –                                    | –                                    | –                                    | 42     | 11     | 9      | 20     | 20     |
| Richard Grun                    | Deutschland                   | 1967 | 1969 | –          | –          | –          | –          | –          | 60                                   | 25                                   |                                      | 25+                                  |                                      | –                                    | –                                    | –                                    | –                                    | –                                    | 60     | 25     |        | 25+    |        |
| Olaf Grundmann                  | Deutschland                   | 1986 | 1994 | 4          | 0          | 0          | 0          | 0          | 125                                  | 0                                    | 1                                    | 1                                    | 12                                   | 49                                   | 0                                    |                                      | 0+                                   |                                      | 178    | 0      | 1+     | 1+     | 12+    |
| Christof Grünthal               | Deutschland                   | 1991 | 1993 | –          | –          | –          | –          | –          | 43                                   | 0                                    | 0                                    | 0                                    | 0                                    | –                                    | –                                    | –                                    | –                                    | –                                    | 43     | 0      | 0      | 0      | 0      |
| Ewald Gutberlet                 | Deutschland                   | 1965 | 1968 | –          | –          | –          | –          | –          | 43                                   | 4                                    |                                      | 4+                                   |                                      | –                                    | –                                    | –                                    | –                                    | –                                    | 43     | 4      |        | 4+     |        |
| Bernhard Haider                 | Deutschland                   | 1980 | 1981 | –          | –          | –          | –          | –          | 4                                    | 0                                    |                                      | 0+                                   |                                      | –                                    | –                                    | –                                    | –                                    | –                                    | 4      | 0      |        | 0+     |        |
| Bruce Hardy                     | Deutschland-Kanada            | 1984 | 1987 | 126        | 64         | 62         | 126        | 131        | –                                    | –                                    | –                                    | –                                    | –                                    | –                                    | –                                    | –                                    | –                                    | –                                    | 126    | 64     | 62     | 126    | 131    |
| Edgar Hebert                    | Kanada                        | 1975 | 1978 | 48         | 27         | 23         | 50         | 21         | 78                                   | 86                                   | 22+                                  | 108+                                 | 26+                                  | –                                    | –                                    | –                                    | –                                    | –                                    | 126    | 113    | 45     | 158+   | 47+    |
| Werner Heetfeld                 | Deutschland                   | 1961 | 1965 | –          | –          | –          | –          | –          | –                                    | –                                    | –                                    | –                                    | –                                    | 72                                   | 21                                   |                                      | 21+                                  |                                      | 72     | 21     |        | 21+    |        |
| Danny Held                      | Deutschland-Kanada            | 1985 | 1987 | 83         | 60         | 52         | 112        | 166        | –                                    | –                                    | –                                    | –                                    | –                                    | –                                    | –                                    | –                                    | –                                    | –                                    | 83     | 60     | 52     | 112    | 166    |
| Daniel Hentschel                | Deutschland                   | 1992 | 1994 | –          | –          | –          | –          | –          | 57                                   | 1                                    | 3                                    | 4                                    | 16                                   | –                                    | –                                    | –                                    | –                                    | –                                    | 57     | 1      | 3      | 4      | 16     |
| Daniel Hesmert                  | Deutschland                   | 1992 | 1994 | –          | –          | –          | –          | –          | 27                                   | 0                                    | 0                                    | 0                                    | 0                                    | –                                    | –                                    | –                                    | –                                    | –                                    | 27     | 0      | 0      | 0      | 0      |
| Udo Hiller                      | Deutschland                   | 1963 | 1964 | –          | –          | –          | –          | –          | –                                    | –                                    | –                                    | –                                    | –                                    | 17                                   | 14                                   |                                      | 14+                                  |                                      | 17     | 14     |        | 14+    |        |
| Hermann Hinterstocker           | Deutschland                   | 1983 | 1985 | 55         | 17         | 12         | 29         | 36         | –                                    | –                                    | –                                    | –                                    | –                                    | –                                    | –                                    | –                                    | –                                    | –                                    | 55     | 17     | 12     | 29     | 36     |
| Martin Hinterstocker            | Deutschland                   | 1982 | 1990 | 61         | 35         | 20         | 55         | 22         | 11                                   | 4                                    | 5                                    | 9                                    | 10                                   | –                                    | –                                    | –                                    | –                                    | –                                    | 72     | 39     | 25     | 64     | 32     |
| Andreas-Konrad Hofer            | Deutschland                   | 1992 | 1993 | –          | –          | –          | –          | –          | 20                                   | 6                                    | 8                                    | 14                                   | 8                                    | –                                    | –                                    | –                                    | –                                    | –                                    | 20     | 6      | 8      | 14     | 8      |
| Ralf Hoja                       | Deutschland                   | 1979 | 1986 | 193        | 26         | 26         | 52         | 120        | –                                    | –                                    | –                                    | –                                    | –                                    | –                                    | –                                    | –                                    | –                                    | –                                    | 193    | 26     | 26     | 52     | 120    |
| Ladislav Hospodar               | Deutschland                   | 1987 | 1994 | 25         | 0          | 5          | 5          | 26         | 192                                  | 25                                   | 75                                   | 100                                  | 389                                  | 42                                   | 16                                   | 38                                   | 54                                   | 116                                  | 259    | 41     | 118    | 159    | 531    |
| Jaromír Hudec                   | Tschechien                    | 1969 | 1970 | –          | –          | –          | –          | –          | 24                                   | 22                                   |                                      | 22+                                  |                                      | –                                    | –                                    | –                                    | –                                    | –                                    | 24     | 22     |        | 22+    |        |
| Dave Inkpen                     | Deutschland-Kanada            | 1984 | 1985 | 8          | 0          | 3          | 3          | 20         | –                                    | –                                    | –                                    | –                                    | –                                    | –                                    | –                                    | –                                    | –                                    | –                                    | 8      | 0      | 3      | 3      | 20     |
| Kurt Jablonski                  | Deutschland                   | 1968 | 1969 | –          | –          | –          | –          | –          | 30                                   | 15                                   |                                      | 15+                                  |                                      | –                                    | –                                    | –                                    | –                                    | –                                    | 30     | 15     |        | 15+    |        |
| Mark Jablonski                  | Deutschland                   | 1990 | 1994 | –          | –          | –          | –          | –          | 151                                  | 2                                    | 5                                    | 7                                    | 51                                   | –                                    | –                                    | –                                    | –                                    | –                                    | 151    | 2      | 5      | 7      | 51     |
| Bernd Jacob                     | Deutschland                   | 1961 | 1971 | –          | –          | –          | –          | –          |                                      | 17                                   |                                      | 17+                                  |                                      |                                      | 55                                   |                                      | 55+                                  |                                      | 153    | 72     |        | 72+    |        |
| Janusz Janikowski               | Polen                         | 1992 | 1994 | –          | –          | –          | –          | –          | 94                                   | 32                                   | 50                                   | 82                                   | 66                                   | –                                    | –                                    | –                                    | –                                    | –                                    | 94     | 32     | 50     | 82     | 66     |
| Joachim Janzon                  | Deutschland                   | 1981 | 1982 | –          | –          | –          | –          | –          | 51                                   | 16                                   | 16                                   | 32                                   | 37                                   | –                                    | –                                    | –                                    | –                                    | –                                    | 51     | 16     | 16     | 32     | 37     |
| Martti Jarkko                   | Finnland                      | 1982 | 1987 | 163        | 88         | 140        | 228        | 132        | –                                    | –                                    | –                                    | –                                    | –                                    | –                                    | –                                    | –                                    | –                                    | –                                    | 163    | 88     | 140    | 228    | 132    |
| Greg Johnston                   | Kanada                        | 1992 | 1994 | –          | –          | –          | –          | –          | 98                                   | 89                                   | 119                                  | 208                                  | 144                                  | –                                    | –                                    | –                                    | –                                    | –                                    | 98     | 89     | 119    | 208    | 144    |
| Peter Just                      | Deutschland                   | 1983 | 1984 | 18         | 5          | 1          | 6          | 0          | –                                    | –                                    | –                                    | –                                    | –                                    | –                                    | –                                    | –                                    | –                                    | –                                    | 18     | 5      | 1      | 6      | 0      |
| Igor Kalavsky                   | Deutschland                   | 1972 | 1976 | –          | –          | –          | –          | –          | 134                                  | 5                                    | 2+                                   | 7+                                   | 12+                                  | –                                    | –                                    | –                                    | –                                    | –                                    | 134    | 5      | 2+     | 7+     | 12+    |
| Peter Kaluza                    | Deutschland                   | 1979 | 1983 | 40         | 1          | 0          | 1          | 4          | 44                                   | 0                                    |                                      | 0+                                   |                                      | –                                    | –                                    | –                                    | –                                    | –                                    | 84     | 1      |        | 1+     | 4+     |
| Gerd Karl                       | Deutschland                   | 1966 | 1979 | 96         | 18         | 5+         | 23+        | 6+         | 316                                  | 192                                  | 56+                                  | 248+                                 | 114+                                 | –                                    | –                                    | –                                    | –                                    | –                                    | 412    | 210    | 61+    | 271+   | 120+   |
| Hans Kasper                     | Deutschland                   | 1961 | 1962 | –          | –          | –          | –          | –          | –                                    | –                                    | –                                    | –                                    | –                                    | 16                                   | 15                                   |                                      | 15+                                  |                                      | 16     | 15     |        | 15+    |        |
| Oliver Kasper                   | Deutschland                   | 1993 | 1994 | –          | –          | –          | –          | –          | 54                                   | 34                                   | 62                                   | 96                                   | 71                                   | –                                    | –                                    | –                                    | –                                    | –                                    | 54     | 34     | 62     | 96     | 71     |
| Reinhard Kasper                 | Deutschland                   | 1961 | 1970 | –          | –          | –          | –          | –          |                                      | 9                                    |                                      | 9+                                   |                                      |                                      | 29                                   |                                      | 29+                                  |                                      | 200    | 38     |        | 38+    |        |
| Jędrzej Kasperczyk              | Deutschland-Polen             | 1989 | 1991 | –          | –          | –          | –          | –          | 35                                   | 21                                   | 31                                   | 52                                   | 22                                   | –                                    | –                                    | –                                    | –                                    | –                                    | 35     | 21     | 31     | 52     | 22     |
| Josef Kink                      | Deutschland                   | 1975 | 1976 | –          | –          | –          | –          | –          | 36                                   | 2                                    | 3                                    | 5                                    | 8                                    | –                                    | –                                    | –                                    | –                                    | –                                    | 36     | 2      | 3      | 5      | 8      |
| Steffen Klau                    | Deutschland                   | 1991 | 1994 | –          | –          | –          | –          | –          | 106                                  | 4                                    | 27                                   | 31                                   | 84                                   | –                                    | –                                    | –                                    | –                                    | –                                    | 106    | 4      | 27     | 31     | 84     |
| Josef Klaus                     | Deutschland                   | 1985 | 1986 | 36         | 7          | 7          | 14         | 30         | –                                    | –                                    | –                                    | –                                    | –                                    | –                                    | –                                    | –                                    | –                                    | –                                    | 36     | 7      | 7      | 14     | 30     |
| Kurt Kleinendorst               | Vereinigte Staaten            | 1987 | 1987 | 1          | 1          | 0          | 1          | 0          | –                                    | –                                    | –                                    | –                                    | –                                    | –                                    | –                                    | –                                    | –                                    | –                                    | 1      | 1      | 0      | 1      | 0      |
| Les Koch                        | Deutschland-Kanada            | 1979 | 1980 | 39         | 15         | 14         | 29         | 16         | –                                    | –                                    | –                                    | –                                    | –                                    | –                                    | –                                    | –                                    | –                                    | –                                    | 39     | 15     | 14     | 29     | 16     |
| Hannu Koivunen                  | Deutschland-Finnland          | 1982 | 1984 | 87         | 6          | 35         | 41         | 64         | –                                    | –                                    | –                                    | –                                    | –                                    | –                                    | –                                    | –                                    | –                                    | –                                    | 87     | 6      | 35     | 41     | 64     |
| Hans Kollecker                  | Deutschland                   | 1964 | 1972 | –          | –          | –          | –          | –          | 206                                  | 10                                   |                                      | 10+                                  |                                      | –                                    | –                                    | –                                    | –                                    | –                                    | 206    | 10     |        | 10+    |        |
| Markus Kolloch                  | Deutschland-Polen             | 1989 | 1991 | –          | –          | –          | –          | –          | 96                                   | 9                                    | 22                                   | 31                                   | 130                                  | –                                    | –                                    | –                                    | –                                    | –                                    | 96     | 9      | 22     | 31     | 130    |
| Erik Konecki                    | Deutschland                   | 1973 | 1974 | –          | –          | –          | –          | –          | 34                                   | 7                                    | 6                                    | 13                                   | 6                                    | –                                    | –                                    | –                                    | –                                    | –                                    | 34     | 7      | 6      | 13     | 6      |
| Ernst König                     | Deutschland                   | 1978 | 1984 | 127        | 4          | 6          | 10         | 62         | 46                                   | 6                                    | 10                                   | 16                                   | 18                                   | –                                    | –                                    | –                                    | –                                    | –                                    | 173    | 10     | 16     | 26     | 80     |
| Radomir Kratschmar              | Deutschland-Tschechien        | 1980 | 1981 | –          | –          | –          | –          | –          | 1                                    | 0                                    | 1                                    | 1                                    | 0                                    | –                                    | –                                    | –                                    | –                                    | –                                    | 1      | 0      | 1      | 1      | 0      |
| Ralph Krueger                   | Deutschland-Kanada            | 1985 | 1986 | 45         | 36         | 29         | 65         | 44         | –                                    | –                                    | –                                    | –                                    | –                                    | –                                    | –                                    | –                                    | –                                    | –                                    | 45     | 36     | 29     | 65     | 44     |
| Harald Krüll                    | Deutschland                   | 1983 | 1984 | 29         | 7          | 9          | 16         | 20         | –                                    | –                                    | –                                    | –                                    | –                                    | –                                    | –                                    | –                                    | –                                    | –                                    | 29     | 7      | 9      | 16     | 20     |
| Stanislav Kubasky               | Deutschland-Tschechien        | 1972 | 1974 | –          | –          | –          | –          | –          | 66                                   | 39                                   | 7+                                   | 46+                                  | 2+                                   | –                                    | –                                    | –                                    | –                                    | –                                    | 66     | 39     | 7+     | 46+    | 2+     |
| Bernd Kubny                     | Deutschland                   | 1963 | 1965 | –          | –          | –          | –          | –          | –                                    | –                                    | –                                    | –                                    | –                                    | 41                                   | 9                                    |                                      | 9+                                   |                                      | 41     | 9      |        | 9+     |        |
| Jürgen Kühl                     | Deutschland                   | 1961 | 1962 | –          | –          | –          | –          | –          | –                                    | –                                    | –                                    | –                                    | –                                    | 16                                   | 0                                    |                                      | 0+                                   |                                      | 16     | 0      |        | 0+     |        |
| Reijo Laksola                   | Finnland                      | 1979 | 1980 | 46         | 10         | 12         | 22         | 32         | –                                    | –                                    | –                                    | –                                    | –                                    | –                                    | –                                    | –                                    | –                                    | –                                    | 46     | 10     | 12     | 22     | 32     |
| Kurt Lammert                    | Deutschland                   | 1962 | 1973 | –          | –          | –          | –          | –          |                                      | 58                                   |                                      | 58+                                  |                                      |                                      | 27                                   |                                      | 27+                                  |                                      | 244    | 85     |        | 85+    |        |
| Carsten Lang                    | Deutschland                   | 1989 | 1993 | –          | –          | –          | –          | –          | 72                                   | 5                                    | 15                                   | 20                                   | 17                                   | –                                    | –                                    | –                                    | –                                    | –                                    | 72     | 5      | 15     | 20     | 17     |
| Franz Lang                      | Deutschland                   | 1962 | 1963 | –          | –          | –          | –          | –          | –                                    | –                                    | –                                    | –                                    | –                                    | 16                                   | 0                                    |                                      | 0+                                   |                                      | 16     | 0      |        | 0+     |        |
| Wendelin Lang                   | Deutschland                   | 1962 | 1963 | –          | –          | –          | –          | –          | –                                    | –                                    | –                                    | –                                    | –                                    | 16                                   | 0                                    |                                      | 0+                                   |                                      | 16     | 0      |        | 0+     |        |
| Rüdiger Lannert                 | Deutschland                   | 1969 | 1978 |            | 0+         |            | 0+         |            |                                      | 10                                   | 9+                                   | 19+                                  | 74+                                  | –                                    | –                                    | –                                    | –                                    | –                                    | 290    | 10     | 9+     | 19+    | 74+    |
| Jacques Larocque                | Deutschland-Kanada            | 1971 | 1977 | –          | –          | –          | –          | –          | 98                                   | 0                                    |                                      | 0+                                   |                                      | –                                    | –                                    | –                                    | –                                    | –                                    | 98     | 0      |        | 0+     |        |
| Guy Lash                        | Kanada                        | 1980 | 1981 | –          | –          | –          | –          | –          | 18                                   | 27                                   | 14                                   | 41                                   | 35                                   | –                                    | –                                    | –                                    | –                                    | –                                    | 18     | 27     | 14     | 41     | 35     |
| Jürgen Lechl                    | Deutschland                   | 1986 | 1987 | 43         | 14         | 23         | 37         | 22         | –                                    | –                                    | –                                    | –                                    | –                                    | –                                    | –                                    | –                                    | –                                    | –                                    | 43     | 14     | 23     | 37     | 22     |
| Dieter Lehmann                  | Deutschland                   | 1962 | 1966 | –          | –          | –          | –          | –          |                                      | 2                                    |                                      | 2+                                   |                                      |                                      | 52                                   |                                      | 52+                                  |                                      | 76     | 54     |        | 54+    |        |
| Moe Lemay                       | Deutschland-Kanada            | 1990 | 1992 | –          | –          | –          | –          | –          | 84                                   | 72                                   | 120                                  | 192                                  | 146                                  | –                                    | –                                    | –                                    | –                                    | –                                    | 84     | 72     | 120    | 192    | 146    |
| Frank Liebert                   | Deutschland                   | 1991 | 1992 | –          | –          | –          | –          | –          | 30                                   | 4                                    | 10                                   | 14                                   | 36                                   | –                                    | –                                    | –                                    | –                                    | –                                    | 30     | 4      | 10     | 14     | 36     |
| Ekke Lindermann                 | Deutschland                   | 1961 | 1975 | –          | –          | –          | –          | –          | 24+                                  | 0                                    |                                      | 0+                                   |                                      |                                      | 0                                    |                                      | 0+                                   |                                      | 149    | 0      |        | 0+     |        |
| Reinhold Lubomski               | Deutschland                   | 1969 | 1982 | 80+        | 5          | 16+        | 21+        | 123+       | 178+                                 | 49                                   | 38+                                  | 87+                                  | 261+                                 | –                                    | –                                    | –                                    | –                                    | –                                    | 416    | 54     | 54+    | 108+   | 384+   |
| Vladimir Lukscheider            | Deutschland-Slowakei          | 1992 | 1993 | –          | –          | –          | –          | –          | 46                                   | 12                                   | 11                                   | 23                                   | 43                                   | –                                    | –                                    | –                                    | –                                    | –                                    | 46     | 12     | 11     | 23     | 43     |
| Hannu Lunden                    | Finnland                      | 1973 | 1974 | –          | –          | –          | –          | –          | 36                                   | 9                                    | 2                                    | 11                                   | 64                                   | –                                    | –                                    | –                                    | –                                    | –                                    | 36     | 9      | 2      | 11     | 64     |
| Josef Machenschalk              | Deutschland                   | 1962 | 1966 | –          | –          | –          | –          | –          |                                      | 62                                   |                                      | 62+                                  |                                      |                                      | 5                                    |                                      | 5+                                   |                                      | 76     | 67     |        | 67+    |        |
| Rainer Makatsch                 | Deutschland                   | 1977 | 1978 | 50         | 0          |            | 0+         |            | –                                    | –                                    | –                                    | –                                    | –                                    | –                                    | –                                    | –                                    | –                                    | –                                    | 50     | 0      |        | 0+     |        |
| Andrzej Małysiak                | Deutschland-Polen             | 1983 | 1985 | 74         | 13         | 21         | 34         | 26         | –                                    | –                                    | –                                    | –                                    | –                                    | –                                    | –                                    | –                                    | –                                    | –                                    | 74     | 13     | 21     | 34     | 26     |
| Gaétan Malo                     | Deutschland-Kanada            | 1987 | 1987 | 15         | 7          | 7          | 14         | 6          | –                                    | –                                    | –                                    | –                                    | –                                    | –                                    | –                                    | –                                    | –                                    | –                                    | 15     | 7      | 7      | 14     | 6      |
| Björn Mannstein                 | Deutschland                   | 1988 | 1989 | –          | –          | –          | –          | –          | –                                    | –                                    | –                                    | –                                    | –                                    | 18                                   | 0                                    | 2                                    | 2                                    | 28                                   | 18     | 0      | 2      | 2      | 28     |
| Erwin Martens                   | Kanada                        | 1980 | 1982 | –          | –          | –          | –          | –          | 74                                   | 48                                   | 71                                   | 119                                  | 145                                  | –                                    | –                                    | –                                    | –                                    | –                                    | 74     | 48     | 71     | 119    | 145    |
| Robert Martens                  | Kanada                        | 1980 | 1982 | –          | –          | –          | –          | –          | 92                                   | 73                                   | 65                                   | 138                                  | 62                                   | –                                    | –                                    | –                                    | –                                    | –                                    | 92     | 73     | 65     | 138    | 62     |
| Matthias Maurer                 | Deutschland                   | 1978 | 1979 | 44         | 4          | 9          | 13         | 45         | –                                    | –                                    | –                                    | –                                    | –                                    | –                                    | –                                    | –                                    | –                                    | –                                    | 44     | 4      | 9      | 13     | 45     |
| Steve McNeil                    | Kanada                        | 1986 | 1990 | 53         | 20         | 30         | 50         | 28         | 50                                   | 56                                   | 87                                   | 143                                  | 86                                   | 31                                   | 36                                   | 56                                   | 92                                   | 40                                   | 134    | 112    | 173    | 285    | 154    |
| Dieter Medicus                  | Deutschland                   | 1979 | 1980 | 46         | 8          | 14         | 22         | 69         | –                                    | –                                    | –                                    | –                                    | –                                    | –                                    | –                                    | –                                    | –                                    | –                                    | 46     | 8      | 14     | 22     | 69     |
| Hans-Jürgen Mehlkopf            | Deutschland                   | 1971 | 1975 | –          | –          | –          | –          | –          | 124                                  | 14                                   | 7+                                   | 21+                                  | 87+                                  | –                                    | –                                    | –                                    | –                                    | –                                    | 124    | 14     | 7+     | 21+    | 87+    |
| Rupert Meister                  | Deutschland                   | 1987 | 1987 | 25         | 0          | 0          | 0          | 4          | –                                    | –                                    | –                                    | –                                    | –                                    | –                                    | –                                    | –                                    | –                                    | –                                    | 25     | 0      | 0      | 0      | 4      |
| Karsten Mende                   | Deutschland                   | 1988 | 1991 | –          | –          | –          | –          | –          | 100                                  | 31                                   | 59                                   | 90                                   | 115                                  | 46                                   | 6                                    | 25                                   | 31                                   | 90                                   | 146    | 37     | 84     | 121    | 136    |
| Paul Messier                    | Kanada-Vereinigtes Königreich | 1983 | 1984 | 46         | 24         | 26         | 50         | 40         | –                                    | –                                    | –                                    | –                                    | –                                    | –                                    | –                                    | –                                    | –                                    | –                                    | 46     | 24     | 26     | 50     | 40     |
| Jeff Miedzik                    | Kanada                        | 1980 | 1982 | –          | –          | –          | –          | –          | 64                                   | 25                                   | 15                                   | 40                                   | 89                                   | –                                    | –                                    | –                                    | –                                    | –                                    | 64     | 25     | 15     | 40     | 89     |
| Bodo Mischer                    | Deutschland                   | 1988 | 1990 | –          | –          | –          | –          | –          | 53                                   | 11                                   | 13                                   | 24                                   | 4                                    | 47                                   | 15                                   | 20                                   | 35                                   | 8                                    | 100    | 26     | 33     | 59     | 12     |
| Gerhard Möller                  | Deutschland                   | 1973 | 1983 | 137+       | 16         | 11+        | 27+        | 29+        | 200+                                 | 55                                   | 37+                                  | 92+                                  | 33+                                  | –                                    | –                                    | –                                    | –                                    | –                                    | 429    | 71     | 48+    | 119+   | 62+    |
| John Mosher                     | Vereinigte Staaten            | 1970 | 1971 | –          | –          | –          | –          | –          | 20                                   | 7                                    |                                      | 7+                                   |                                      | –                                    | –                                    | –                                    | –                                    | –                                    | 20     | 7      |        | 7+     |        |
| Gerhald Müll                    | Deutschland                   | 1965 | 1984 | 164        | 30         | 40         | 70         | 132        | 357                                  | 192                                  | 82+                                  | 274+                                 | 224+                                 | –                                    | –                                    | –                                    | –                                    | –                                    | 521    | 222    | 122+   | 344+   | 356+   |
| Peter Müller                    | Deutschland                   | 1975 | 1976 | –          | –          | –          | –          | –          | 36                                   | 11                                   | 6                                    | 17                                   | 47                                   | –                                    | –                                    | –                                    | –                                    | –                                    | 36     | 11     | 6      | 17     | 47     |
| Volkmar Müller                  | Deutschland                   | 1975 | 1976 | –          | –          | –          | –          | –          | 33                                   | 9                                    | 5                                    | 14                                   | 18                                   | –                                    | –                                    | –                                    | –                                    | –                                    | 33     | 9      | 5      | 14     | 18     |
| Karl-Heinz Muus                 | Deutschland                   | 1961 | 1963 | –          | –          | –          | –          | –          | –                                    | –                                    | –                                    | –                                    | –                                    | 31                                   | 5                                    |                                      | 5+                                   |                                      | 31     | 5      |        | 5+     |        |
| Michael Muus                    | Deutschland                   | 1977 | 1985 | 263        | 73         | 63+        | 136+       | 251+       | –                                    | –                                    | –                                    | –                                    | –                                    | –                                    | –                                    | –                                    | –                                    | –                                    | 263    | 73     | 63+    | 136+   | 251+   |
| Richard Neubauer                | Deutschland                   | 1977 | 1982 | 147        | 80         | 74         | 154        | 160        | 34                                   | 20                                   | 28                                   | 48                                   | 16                                   | –                                    | –                                    | –                                    | –                                    | –                                    | 181    | 100    | 102    | 202    | 176    |
| Karl-Heinz Neugebauer           | Deutschland                   | 1961 | 1965 | –          | –          | –          | –          | –          | –                                    | –                                    | –                                    | –                                    | –                                    | 72                                   | 5                                    |                                      | 5+                                   |                                      | 72     | 5      |        | 5+     |        |
| Klaus Neugebauer                | Deutschland                   | 1961 | 1973 | –          | –          | –          | –          | –          |                                      | 9                                    |                                      | 9+                                   |                                      |                                      | 17                                   |                                      | 17+                                  |                                      | 254    | 26     |        | 26+    |        |
| Stefan Neurath                  | Deutschland                   | 1980 | 1993 | 155        | 12         | 25         | 37         | 47         | 95                                   | 19                                   | 29                                   | 48                                   | 36                                   | –                                    | –                                    | –                                    | –                                    | –                                    | 250    | 31     | 54     | 85     | 83     |
| Roger Nicholas                  | Vereinigte Staaten            | 1986 | 1987 | 35         | 12         | 23         | 35         | 35         | –                                    | –                                    | –                                    | –                                    | –                                    | –                                    | –                                    | –                                    | –                                    | –                                    | 35     | 12     | 23     | 35     | 35     |
| Ludger Niggemeyer               | Deutschland                   | 1966 | 1967 | –          | –          | –          | –          | –          | 23                                   | 1                                    |                                      | 1+                                   |                                      | –                                    | –                                    | –                                    | –                                    | –                                    | 23     | 1      |        | 1+     |        |
| Kaj Nilsson                     | Schweden                      | 1981 | 1983 | 40         | 11         | 19         | 30         |            | 25                                   | 20                                   | 26                                   | 46                                   | 10                                   | –                                    | –                                    | –                                    | –                                    | –                                    | 65     | 31     | 45     | 76     | 10+    |
| Daniel Nowak                    | Deutschland                   | 1988 | 1989 | –          | –          | –          | –          | –          | –                                    | –                                    | –                                    | –                                    | –                                    | 9                                    | 8                                    | 12                                   | 20                                   | 21                                   | 9      | 8      | 12     | 20     | 21     |
| Timo Nurminen                   | Finnland                      | 1973 | 1976 | –          | –          | –          | –          | –          | 108                                  | 0                                    | 0+                                   | 0+                                   | 49+                                  | –                                    | –                                    | –                                    | –                                    | –                                    | 108    | 0      | 0+     | 0+     | 49+    |
| Dave O’Brien                    | Deutschland-Kanada            | 1992 | 1993 | –          | –          | –          | –          | –          | 40                                   | 29                                   | 29                                   | 58                                   | 176                                  | –                                    | –                                    | –                                    | –                                    | –                                    | 40     | 29     | 29     | 58     | 176    |
| Dan Olsen                       | Kanada                        | 1987 | 1987 | 26         | 4          | 7          | 11         | 40         | –                                    | –                                    | –                                    | –                                    | –                                    | –                                    | –                                    | –                                    | –                                    | –                                    | 26     | 4      | 7      | 11     | 40     |
| Mike Orn                        | Vereinigte Staaten            | 1988 | 1989 | –          | –          | –          | –          | –          | –                                    | –                                    | –                                    | –                                    | –                                    | 15                                   | 16                                   | 16                                   | 32                                   | 48                                   | 15     | 16     | 16     | 32     | 48     |
| Marc Otten                      | Deutschland                   | 1988 | 1989 | –          | –          | –          | –          | –          | –                                    | –                                    | –                                    | –                                    | –                                    | 37                                   | 30                                   | 36                                   | 66                                   | 34                                   | 37     | 30     | 36     | 66     | 34     |
| Ireneusz Pacula                 | Deutschland-Polen             | 1989 | 1990 | –          | –          | –          | –          | –          | 35                                   | 20                                   | 21                                   | 41                                   | 40                                   | –                                    | –                                    | –                                    | –                                    | –                                    | 35     | 20     | 21     | 41     | 40     |
| Wolfgang Peske                  | Deutschland                   | 1965 | 1973 | –          | –          | –          | –          | –          | 158                                  | 78                                   |                                      | 78+                                  |                                      | –                                    | –                                    | –                                    | –                                    | –                                    | 158    | 78     |        | 78+    |        |
| George Pesut                    | Kanada                        | 1987 | 1991 | 14         | 4          | 2          | 6          | 8          | 33                                   | 16                                   | 39                                   | 55                                   | 36                                   | –                                    | –                                    | –                                    | –                                    | –                                    | 47     | 20     | 41     | 61     | 44     |
| Rolf Pfeiffer                   | Deutschland                   | 1963 | 1964 | –          | –          | –          | –          | –          | –                                    | –                                    | –                                    | –                                    | –                                    | 18                                   | 3                                    |                                      | 3+                                   |                                      | 18     | 3      |        | 3+     |        |
| Harry Pflügl                    | Deutschland                   | 1985 | 1987 | 61         | 23         | 28         | 51         | 119        | –                                    | –                                    | –                                    | –                                    | –                                    | –                                    | –                                    | –                                    | –                                    | –                                    | 61     | 23     | 28     | 51     | 119    |
| Erich Pinsker                   | Deutschland                   | 1976 | 1992 | 82+        | 7          | 5+         | 12+        | 44+        | 132+                                 | 20                                   | 61+                                  | 81+                                  | 133+                                 | –                                    | –                                    | –                                    | –                                    | –                                    | 264    | 27     | 66+    | 93+    | 177+   |
| Carsten Plate                   | Deutschland                   | 1990 | 1992 | –          | –          | –          | –          | –          | 20                                   | 0                                    | 0                                    | 0                                    | 2                                    | –                                    | –                                    | –                                    | –                                    | –                                    | 20     | 0      | 0      | 0      | 2      |
| Herbert Plattner                | Deutschland                   | 1991 | 1993 | –          | –          | –          | –          | –          | 94                                   | 18                                   | 33                                   | 51                                   | 138                                  | –                                    | –                                    | –                                    | –                                    | –                                    | 94     | 18     | 33     | 51     | 138    |
| Andreas Pokorny                 | Deutschland-Polen             | 1985 | 1986 | 39         | 2          | 4          | 6          | 8          | –                                    | –                                    | –                                    | –                                    | –                                    | –                                    | –                                    | –                                    | –                                    | –                                    | 39     | 2      | 4      | 6      | 8      |
| Thomas Pokorný                  | Deutschland-Tschechien        | 1984 | 1986 | 53         | 0          | 2          | 2          | 12         | –                                    | –                                    | –                                    | –                                    | –                                    | –                                    | –                                    | –                                    | –                                    | –                                    | 53     | 0      | 2      | 2      | 12     |
| Jaroslav Pouzar                 | Tschechien                    | 1985 | 1987 | 108        | 68         | 87         | 155        | 92         | –                                    | –                                    | –                                    | –                                    | –                                    | –                                    | –                                    | –                                    | –                                    | –                                    | 108    | 68     | 87     | 155    | 92     |
| Herbert Prinz                   | Deutschland                   | 1963 | 1983 | 7+         | 0          |            | 0+         |            | 98+                                  | 0                                    |                                      | 0+                                   |                                      |                                      | 0                                    |                                      | 0+                                   |                                      | 411    | 0      |        | 0+     |        |
| Pavel Prokeš                    | Deutschland-Tschechien        | 1987 | 1987 | 20         | 4          | 7          | 11         | 12         | –                                    | –                                    | –                                    | –                                    | –                                    | –                                    | –                                    | –                                    | –                                    | –                                    | 20     | 4      | 7      | 11     | 12     |
| Greg Pruden                     | Deutschland-Kanada            | 1986 | 1990 | 14         | 0          | 0          | 0          | 2          | 32                                   | 8                                    | 28                                   | 36                                   | 57                                   | –                                    | –                                    | –                                    | –                                    | –                                    | 46     | 8      | 28     | 36     | 59     |
| Waldemar Quapp                  | Deutschland-Kasachstan        | 1993 | 1994 | –          | –          | –          | –          | –          | 32                                   | 0                                    |                                      | 0+                                   |                                      | –                                    | –                                    | –                                    | –                                    | –                                    | 32     | 0      |        | 0+     |        |
| Winfried Ravenschlag            | Deutschland                   | 1966 | 1968 | –          | –          | –          | –          | –          | 54                                   | 14                                   |                                      | 14+                                  |                                      | –                                    | –                                    | –                                    | –                                    | –                                    | 54     | 14     |        | 14+    |        |
| Thomas Reichel                  | Deutschland                   | 1978 | 1989 | 78         | 0          | 1          | 1          | 32         | 86                                   | 7                                    | 18                                   | 25                                   | 68                                   | 22                                   | 5                                    | 7                                    | 12                                   | 2                                    | 186    | 12     | 26     | 38     | 102    |
| Joachim Reil                    | Deutschland                   | 1983 | 1985 | 75         | 13         | 30         | 43         | 97         | –                                    | –                                    | –                                    | –                                    | –                                    | –                                    | –                                    | –                                    | –                                    | –                                    | 75     | 13     | 30     | 43     | 97     |
| Josef Reindl                    | Deutschland                   | 1972 | 1975 | –          | –          | –          | –          | –          | 92                                   | 35                                   | 12+                                  | 47+                                  | 99+                                  | –                                    | –                                    | –                                    | –                                    | –                                    | 92     | 35     | 12+    | 47+    | 99+    |
| Manfred Reinholtz               | Deutschland-Kanada            | 1979 | 1980 | 28         | 1          | 5          | 6          | 33         | –                                    | –                                    | –                                    | –                                    | –                                    | –                                    | –                                    | –                                    | –                                    | –                                    | 28     | 1      | 5      | 6      | 33     |
| Bobby Reynolds                  | Vereinigte Staaten            | 1992 | 1994 | –          | –          | –          | –          | –          | 100                                  | 101                                  | 117                                  | 218                                  | 187                                  | –                                    | –                                    | –                                    | –                                    | –                                    | 100    | 101    | 117    | 218    | 187    |
| Peter Romberg                   | Deutschland                   | 1983 | 1994 | 122        | 11         | 10         | 21         | 157        | 38                                   | 5                                    | 19                                   | 24                                   | 120                                  | –                                    | –                                    | –                                    | –                                    | –                                    | 160    | 16     | 29     | 45     | 277    |
| Wolfgang Rosenberg              | Deutschland                   | 1984 | 1986 | 80         | 27         | 24         | 51         | 82         | –                                    | –                                    | –                                    | –                                    | –                                    | –                                    | –                                    | –                                    | –                                    | –                                    | 80     | 27     | 24     | 51     | 82     |
| Guy Rouleau                     | Kanada                        | 1991 | 1992 | –          | –          | –          | –          | –          | 25                                   | 37                                   | 28                                   | 65                                   | 25                                   | –                                    | –                                    | –                                    | –                                    | –                                    | 25     | 37     | 28     | 65     | 25     |
| Karl-Heinz Ruban                | Deutschland                   | 1975 | 1976 | –          | –          | –          | –          | –          | 36                                   | 5                                    | 3                                    | 8                                    | 81                                   | –                                    | –                                    | –                                    | –                                    | –                                    | 36     | 5      | 3      | 8      | 81     |
| Veijo Saarinen                  | Finnland                      | 1974 | 1975 | –          | –          | –          | –          | –          | 35                                   | 7                                    | 4                                    | 11                                   | 10                                   | –                                    | –                                    | –                                    | –                                    | –                                    | 35     | 7      | 4      | 11     | 10     |
| Andreas Sauli                   | Deutschland                   | 1988 | 1991 | –          | –          | –          | –          | –          | 29                                   | 3                                    | 6                                    | 9                                    | 4                                    | 23                                   | 5                                    | 6                                    | 11                                   | 6                                    | 52     | 8      | 12     | 20     | 10     |
| Jörg Schauhoff                  | Deutschland                   | 1961 | 1977 | –          | –          | –          | –          | –          | 342                                  | 228                                  | 38+                                  | 266+                                 | 16+                                  | 74                                   | 118                                  |                                      | 118+                                 |                                      | 416    | 346    | 38+    | 384+   | 16+    |
| Karl-Friedrich Schauhoff        | Deutschland                   | 1961 | 1973 | –          | –          | –          | –          | –          |                                      | 78                                   |                                      | 78+                                  |                                      |                                      | 124                                  |                                      | 124+                                 |                                      | 283    | 202    |        | 202+   |        |
| Marty Schmidt                   | Deutschland-Kanada            | 1977 | 1979 | 86         | 26         | 3+         | 29+        | 38+        | –                                    | –                                    | –                                    | –                                    | –                                    | –                                    | –                                    | –                                    | –                                    | –                                    | 86     | 26     | 3+     | 29+    | 38+    |
| Alexander Schnöll               | Deutschland                   | 1987 | 1989 | 26         | 6          | 3          | 9          | 2          | –                                    | –                                    | –                                    | –                                    | –                                    | 14                                   | 12                                   | 17                                   | 29                                   | 57                                   | 40     | 18     | 20     | 38     | 59     |
| Norbert Scholz                  | Deutschland                   | 1989 | 1991 | –          | –          | –          | –          | –          | 103                                  | 0                                    | 1+                                   | 1+                                   | 18                                   | –                                    | –                                    | –                                    | –                                    | –                                    | 103    | 0      | 1+     | 1+     | 18     |
| Friedrich-Wilhelm Schulte       | Deutschland                   | 1961 | 1965 | –          | –          | –          | –          | –          | –                                    | –                                    | –                                    | –                                    | –                                    | 55                                   | 50                                   |                                      | 50+                                  |                                      | 55     | 50     |        | 50+    |        |
| Gerd Schulte                    | Deutschland                   | 1961 | 1971 | –          | –          | –          | –          | –          |                                      | 0                                    |                                      | 0+                                   |                                      |                                      | 2                                    |                                      | 2+                                   |                                      | 175    | 2      |        | 2+     |        |
| Hartwig Schulte-Riemke          | Deutschland                   | 1961 | 1962 | –          | –          | –          | –          | –          | –                                    | –                                    | –                                    | –                                    | –                                    | 16                                   | 0                                    |                                      | 0+                                   |                                      | 16     | 0      |        | 0+     |        |
| Robert Schütz                   | Deutschland                   | 1991 | 1992 | –          | –          | –          | –          | –          | 21                                   | 1                                    | 6                                    | 7                                    | 32                                   | –                                    | –                                    | –                                    | –                                    | –                                    | 21     | 1      | 6      | 7      | 32     |
| Jürgen Schwer                   | Deutschland                   | 1977 | 1978 | 27         | 1          |            | 1+         |            | –                                    | –                                    | –                                    | –                                    | –                                    | –                                    | –                                    | –                                    | –                                    | –                                    | 27     | 1      |        | 1+     |        |
| Gary Schwindt                   | Deutschland-Kanada            | 1987 | 1987 | 25         | 4          | 5          | 9          | 30         | –                                    | –                                    | –                                    | –                                    | –                                    | –                                    | –                                    | –                                    | –                                    | –                                    | 25     | 4      | 5      | 9      | 30     |
| Hans Seidl                      | Deutschland                   | 1965 | 1966 | –          | –          | –          | –          | –          | 15                                   | 6                                    |                                      | 6+                                   |                                      | –                                    | –                                    | –                                    | –                                    | –                                    | 15     | 6      |        | 6+     |        |
| Uwe Siegosch                    | Deutschland                   | 1974 | 1979 | 8+         | 4          | 0+         | 4+         | 0+         | 41+                                  | 13                                   | 3+                                   | 16+                                  | 10+                                  | –                                    | –                                    | –                                    | –                                    | –                                    | 156    | 17     | 3+     | 20+    | 10+    |
| Robert Simon                    | Deutschland-Tschechien        | 1986 | 1992 | 63         | 7          | 14         | 21         | 36         | 69                                   | 75                                   | 65                                   | 140                                  | 65                                   | 28                                   | 31                                   | 30                                   | 61                                   | 25                                   | 160    | 113    | 109    | 222    | 126    |
| Mark Sochatsky                  | Deutschland-Kanada            | 1985 | 1987 | 74         | 21         | 51         | 72         | 123        | –                                    | –                                    | –                                    | –                                    | –                                    | –                                    | –                                    | –                                    | –                                    | –                                    | 74     | 21     | 51     | 72     | 123    |
| Tim Specht                      | Deutschland                   | 1992 | 1994 | –          | –          | –          | –          | –          | 8                                    | 0                                    | 0                                    | 0                                    | 0                                    | –                                    | –                                    | –                                    | –                                    | –                                    | 8      | 0      | 0      | 0      | 0      |
| Ingo Spieckermann               | Deutschland                   | 1966 | 1967 | –          | –          | –          | –          | –          | 23                                   | 7                                    |                                      | 7+                                   |                                      | –                                    | –                                    | –                                    | –                                    | –                                    | 23     | 7      |        | 7+     |        |
| Earl Spry                       | Deutschland-Kanada            | 1984 | 1987 | 129        | 10         | 41         | 51         | 61         | –                                    | –                                    | –                                    | –                                    | –                                    | –                                    | –                                    | –                                    | –                                    | –                                    | 129    | 10     | 41     | 51     | 61     |
| Rudolf Stark                    | Deutschland                   | 1973 | 1982 | 135        | 13         | 17+        | 30+        | 39+        | 228                                  | 44                                   | 52+                                  | 96+                                  | 234+                                 | –                                    | –                                    | –                                    | –                                    | –                                    | 363    | 57     | 69+    | 126    | 273+   |
| Karl-Friedrich Stenner-Borghoff | Deutschland                   | 1970 | 1982 | 94         | 14         | 5+         | 19+        | 10+        | 277                                  | 117                                  | 23+                                  | 140+                                 | 30+                                  | –                                    | –                                    | –                                    | –                                    | –                                    | 371    | 131    | 28+    | 159+   | 40+    |
| Rudolf Sternkopf                | Deutschland                   | 1992 | 1993 | –          | –          | –          | –          | –          | 14                                   | 1                                    | 0                                    | 1                                    | 2                                    | –                                    | –                                    | –                                    | –                                    | –                                    | 14     | 1      | 0      | 1      | 2      |
| Lothar Strauch                  | Deutschland                   | 1988 | 1989 | –          | –          | –          | –          | –          | –                                    | –                                    | –                                    | –                                    | –                                    | 37                                   | 19                                   | 39                                   | 58                                   | 25                                   | 37     | 19     | 39     | 58     | 25     |
| Frank Strauß                    | Deutschland                   | 1989 | 1993 | –          | –          | –          | –          | –          | 146                                  | 28                                   | 52                                   | 80                                   | 75                                   | –                                    | –                                    | –                                    | –                                    | –                                    | 146    | 28     | 52     | 80     | 75     |
| Knut Stürs                      | Deutschland                   | 1965 | 1970 | –          | –          | –          | –          | –          | 73                                   | 22                                   |                                      | 22+                                  |                                      | –                                    | –                                    | –                                    | –                                    | –                                    | 73     | 22     |        | 22+    |        |
| Sigmund Suttner                 | Deutschland                   | 1978 | 1980 | 148        | 0          |            | 0+         |            | –                                    | –                                    | –                                    | –                                    | –                                    | –                                    | –                                    | –                                    | –                                    | –                                    | 148    | 0      |        | 0+     |        |
| Warren van Tassel               | Kanada                        | 1968 | 1969 | –          | –          | –          | –          | –          | 9                                    | 1                                    |                                      | 1+                                   |                                      | –                                    | –                                    | –                                    | –                                    | –                                    | 9      | 1      |        | 1+     |        |
| Mark Taylor                     | Kanada                        | 1991 | 1992 | –          | –          | –          | –          | –          | 32                                   | 23                                   | 52                                   | 75                                   | 28                                   | –                                    | –                                    | –                                    | –                                    | –                                    | 32     | 23     | 52     | 75     | 28     |
| Sverker Torstensson             | Schweden                      | 1978 | 1979 | 52         | 8          | 16         | 24         | 57         | –                                    | –                                    | –                                    | –                                    | –                                    | –                                    | –                                    | –                                    | –                                    | –                                    | 52     | 8      | 16     | 24     | 57     |
| Jaroslav Tuma                   | Tschechien Niederlande        | 1978 | 1980 | 89         | 30         | 43         | 73         | 94         | –                                    | –                                    | –                                    | –                                    | –                                    | –                                    | –                                    | –                                    | –                                    | –                                    | 89     | 30     | 43     | 73     | 94     |
| Jürgen Türck                    | Deutschland                   | 1966 | 1967 | –          | –          | –          | –          | –          | 23                                   | 7                                    |                                      | 7+                                   |                                      | –                                    | –                                    | –                                    | –                                    | –                                    | 23     | 7      |        | 7+     |        |
| Klaus Twelker                   | Deutschland                   | 1976 | 1981 |            | 0          |            | 0+         |            | 36+                                  | 0                                    |                                      | 0+                                   |                                      | –                                    | –                                    | –                                    | –                                    | –                                    | 41     | 0      |        | 0+     |        |
| Jiří Überall                    | Tschechien                    | 1990 | 1991 | –          | –          | –          | –          | –          | 17                                   | 5                                    | 10                                   | 15                                   | 18                                   | –                                    | –                                    | –                                    | –                                    | –                                    | 17     | 5      | 10     | 15     | 18     |
| Alfred Ulrich                   | Deutschland                   | 1966 | 1967 | –          | –          | –          | –          | –          | 24                                   | 1                                    |                                      | 1+                                   |                                      | –                                    | –                                    | –                                    | –                                    | –                                    | 24     | 1      |        | 1+     |        |
| Andreas Utner                   | Deutschland                   | 1988 | 1989 | –          | –          | –          | –          | –          | –                                    | –                                    | –                                    | –                                    | –                                    | 39                                   | 6                                    | 1                                    | 7                                    | 9                                    | 39     | 6      | 1      | 7      | 9      |
| Carsten Utner                   | Deutschland                   | 1991 | 1994 | –          | –          | –          | –          | –          | 101                                  | 0                                    | 0+                                   | 0+                                   | 6+                                   | –                                    | –                                    | –                                    | –                                    | –                                    | 101    | 0      | 0+     | 0+     | 6+     |
| Vladimír Vacátko                | Deutschland-Tschechien        | 1982 | 1985 | 128        | 69         | 71         | 140        | 72         | –                                    | –                                    | –                                    | –                                    | –                                    | –                                    | –                                    | –                                    | –                                    | –                                    | 128    | 69     | 71     | 140    | 72     |
| Milos Vanik                     | Deutschland-Tschechien        | 1993 | 1994 | –          | –          | –          | –          | –          | 55                                   | 28                                   | 43                                   | 71                                   | 109                                  | –                                    | –                                    | –                                    | –                                    | –                                    | 55     | 28     | 43     | 71     | 109    |
| Brian Verbeek                   | Kanada                        | 1988 | 1989 | –          | –          | –          | –          | –          | –                                    | –                                    | –                                    | –                                    | –                                    | 15                                   | 29                                   | 23                                   | 52                                   | 109                                  | 15     | 29     | 23     | 52     | 109    |
| Oliver Vieten                   | Deutschland                   | 1990 | 1991 | –          | –          | –          | –          | –          | 25                                   | 9                                    | 3                                    | 12                                   | 43                                   | –                                    | –                                    | –                                    | –                                    | –                                    | 25     | 9      | 3      | 12     | 43     |
| Kjell-Arne Vikström             | Schweden                      | 1978 | 1979 | 52         | 44         | 35         | 79         | 60         | –                                    | –                                    | –                                    | –                                    | –                                    | –                                    | –                                    | –                                    | –                                    | –                                    | 52     | 44     | 35     | 79     | 60     |
| Reiner Vorderbrüggen            | Deutschland                   | 1992 | 1993 | –          | –          | –          | –          | –          | 48                                   | 0                                    | 2                                    | 2                                    | 26                                   | –                                    | –                                    | –                                    | –                                    | –                                    | 47     | 0      | 2      | 2      | 26     |
| John Walker                     | Deutschland                   | 1998 | 1989 | –          | –          | –          | –          | –          | –                                    | –                                    | –                                    | –                                    | –                                    | 24                                   | 30                                   | 25                                   | 55                                   | 16                                   | 24     | 30     | 25     | 55     | 16     |
| Ross Webley                     | Kanada                        | 1976 | 1978 | 41         | 19         |            | 19+        |            | 42                                   | 50                                   |                                      | 50+                                  |                                      | –                                    | –                                    | –                                    | –                                    | –                                    | 83     | 69     |        | 69+    |        |
| Michael Weinfurter              | Deutschland                   | 1990 | 1991 | –          | –          | –          | –          | –          | 44                                   | 5                                    | 16                                   | 21                                   | 38                                   | –                                    | –                                    | –                                    | –                                    | –                                    | 44     | 5      | 16     | 21     | 38     |
| Wolfgang Wellner                | Deutschland                   | 1967 | 1969 | –          | –          | –          | –          | –          | 60                                   | 8                                    |                                      | 8+                                   |                                      | –                                    | –                                    | –                                    | –                                    | –                                    | 60     | 8      |        | 8+     |        |
| Manfred Wendland                | Deutschland                   | 1964 | 1971 | –          | –          | –          | –          | –          |                                      | 12                                   |                                      | 12+                                  |                                      |                                      | 2                                    |                                      | 2+                                   |                                      | 180    | 14     |        | 14+    |        |
| Bernd Werres                    | Deutschland                   | 1964 | 1965 | –          | –          | –          | –          | –          | –                                    | –                                    | –                                    | –                                    | –                                    | 24                                   | 5                                    |                                      | 5+                                   |                                      | 24     | 5      |        | 5+     |        |
| Winfried Winofsky               | Deutschland-Kanada            | 1985 | 1986 | 19         | 0          | 3          | 3          | 2          | –                                    | –                                    | –                                    | –                                    | –                                    | –                                    | –                                    | –                                    | –                                    | –                                    | 19     | 0      | 3      | 3      | 2      |
| Marc Wittbrock                  | Deutschland                   | 1992 | 1994 | –          | –          | –          | –          | –          | 97                                   | 7                                    | 50                                   | 57                                   | 68                                   | –                                    | –                                    | –                                    | –                                    | –                                    | 97     | 7      | 50     | 57     | 68     |
| Floreanu Zganca                 | Deutschland-Tschechien        | 1980 | 1981 | –          | –          | –          | –          | –          | 41                                   | 10                                   | 11                                   | 21                                   | 53                                   | –                                    | –                                    | –                                    | –                                    | –                                    | 41     | 10     | 11     | 21     | 53     |

## Saisonübersichten
| Tor:         | Ekke Lindermann, Gerd Schulte |
| Feldspieler: | Ingo Apel, Werner Heetfeld, Bernd Jacob, Hans Kasper, Reinhard Kasper, Jürgen Kühl, Karl-Heinz Muus, Karl-Heinz Neugebauer, Klaus Neugebauer, Jörg Schauhoff, Karl-Friedrich Schauhoff, Friedrich-Wilhelm Schulte, Hartwig Schulte-Riemke |
| Trainer:     | Victor Leury |

| Tor:         | Ekke Lindermann, Gerd Schulte |
| Feldspieler: | Werner Heetfeld, Bernd Jacob, Reinhard Kasper, Kurt Lammert, Franz Lang, Wendelin Lang, Dieter Lehmann, Josef Machenschalk, Karl-Heinz Muus, Karl-Heinz Neugebauer, Klaus Neugebauer, Jörg Schauhoff, Karl-Friedrich Schauhoff, Friedrich-Wilhelm Schulte |
| Trainer:     | Harry-Henry Craig |

| Tor:         | Ekke Lindermann, Herbert Prinz, Gerd Schulte |
| Feldspieler: | Manfred vom Braucke, Werner Heetfeld, Udo Hiller, Bernd Jacob, Reinhard Kasper, Bernd Kubny, Kurt Lammert, Dieter Lehmann, Josef Machenschalk, Karl-Heinz Neugebauer, Klaus Neugebauer, Rolf Pfeiffer, Jörg Schauhoff, Karl-Friedrich Schauhoff |
| Trainer:     | Jim Taylor |

| Tor:         | Ekke Lindermann, Herbert Prinz, Gerd Schulte |
| Feldspieler: | Werner Heetfeld, Bernd Jacob, Reinhard Kasper, Hans Kollecker, Bernd Kubny, Dieter Lehmann, Josef Machenschalk, Karl-Heinz Neugebauer, Klaus Neugebauer, Jörg Schauhoff, Karl-Friedrich Schauhoff, Friedrich-Wilhelm Schulte, Manfred Wendland, Bernd Werres |
| Trainer:     | Jim Taylor |

| Tor:         | Ekke Lindermann, Herbert Prinz, Gerd Schulte |
| Feldspieler: | Karl-Heinz Böhmer, Ewald Gutberlet, Bernd Jacob, Reinhard Kasper, Hans Kollecker, Kurt Lammert, Dieter Lehmann, Josef Machenschalk, Klaus Neugebauer, Wolfgang Peske, Jörg Schauhoff, Karl-Friedrich Schauhoff, Hans Seidl, Knut Stürs, Manfred Wendland |
| Trainer:     | Jim Taylor; James Jones; Horst Kubik |

| Tor:         | Ekke Lindermann, Herbert Prinz, Gerd Schulte |
| Feldspieler: | Ewald Gutberlet, Bernd Jacob, Gerd Karl, Reinhard Kasper, Hans Kollecker, Kurt Lammert, Gerhald Müll, Klaus Neugebauer, Ludger Niggemeyer, Winfried Ravenschlag, Jörg Schauhoff, Karl-Friedrich Schauhoff, Ingo Spieckermann, Knut Stürs, Jürgen Türck, Alfred Ulrich, Manfred Wendland |
| Trainer:     | Horst Kubik |

| Tor:         | Herbert Prinz, Gerd Schulte |
| Feldspieler: | Richard Grun, Ewald Gutberlet, Bernd Jacob, Gerd Karl, Reinhard Kasper, Hans Kollecker, Kurt Lammert, Gerhald Müll, Klaus Neugebauer, Winfried Ravenschlag, Jörg Schauhoff, Karl-Friedrich Schauhoff, Knut Stürs, Wolfgang Wellner, Manfred Wendland |
| Trainer:     | Horst Kubik |

| Tor:         | Herbert Prinz, Gerd Schulte |
| Feldspieler: | Friedhelm Branz, Friedrich Gillen, Richard Grun, Kurt Jablonski, Gerd Karl, Reinhard Kasper, Hans Kollecker, Kurt Lammert, Gerhald Müll, Klaus Neugebauer, Jörg Schauhoff, Karl-Friedrich Schauhoff, Warren van Tassel, Wolfgang Wellner, Manfred Wendland |
| Trainer:     | Horst Kubik |

| Tor:         | Herbert Prinz, Gerd Schulte |
| Feldspieler: | Karl-Heinz Böhmer, Friedhelm Branz, Friedrich Gillen, Jaromír Hudec, Gerd Karl, Reinhard Kasper, Hans Kollecker, Kurt Lammert, Rüdiger Lannert, Reinhold Lubomski, Gerhald Müll, Klaus Neugebauer, Wolfgang Peske, Jörg Schauhoff, Karl-Friedrich Schauhoff, Manfred Wendland |
| Trainer:     | Horst Kubik |

| Tor:         | Ekke Lindermann, Herbert Prinz, Gerd Schulte |
| Feldspieler: | Karl-Heinz Böhmer, Friedhelm Branz, Dieter Brüggemann, Friedrich Gillen, Bernd Jacob, Hans Kollecker, Kurt Lammert, Rüdiger Lannert, Reinhold Lubomski, John Mosher, Gerhald Müll, Klaus Neugebauer, Wolfgang Peske, Jörg Schauhoff, Karl-Friedrich Schauhoff, Karl-Friedrich Stenner-Borghoff, Manfred Wendland |
| Trainer:     | Horst Kubik |

| Tor:         | Jacques Larocque, Ekke Lindermann, Herbert Prinz |
| Feldspieler: | Friedhelm Branz, Dieter Brüggemann, Friedrich Gillen, Peter Graw, Gerd Karl, Hans Kollecker, Kurt Lammert, Rüdiger Lannert, Reinhold Lubomski, Hans-Jürgen Mehlkopf, Gerhald Müll, Klaus Neugebauer, Wolfgang Peske, Jörg Schauhoff, Karl-Friedrich Schauhoff, Karl-Friedrich Stenner-Borghoff |
| Trainer:     | Jiří Hanzl |

| Tor:         | Jacques Larocque, Herbert Prinz |
| Feldspieler: | Friedhelm Branz, Dieter Brüggemann, Igor Kalavsky, Gerd Karl, Stanislav Kubasky, Kurt Lammert, Rüdiger Lannert, Reinhold Lubomski, Hans-Jürgen Mehlkopf, Gerhald Müll, Wolfgang Peske, Josef Reindl, Jörg Schauhoff, Karl-Friedrich Schauhoff, Karl-Friedrich Stenner-Borghoff |
| Trainer:     | Jiří Hanzl |

| Tor:          | Ekke Lindermann, Timo Nurminen, Herbert Prinz |
| Verteidigung: | Rüdiger Lannert, Reinhold Lubomski, Hannu Lunden, Hans-Jürgen Mehlkopf, Rudolf Stark, |
| Sturm:        | Friedhelm Branz, Dieter Brüggemann, Igor Kalavsky, Gerd Karl, Erik Konecki, Stanislav Kubasky, Gerhard Möller, Gerhald Müll, Josef Reindl, Jörg Schauhoff, Karl-Friedrich Stenner-Borghoff |
| Trainer:      | Dieter Hoja |

| Tor:          | Ekke Lindermann, Timo Nurminen, Herbert Prinz |
| Verteidigung: | Rüdiger Lannert, Reinhold Lubomski, Hans-Jürgen Mehlkopf, Veijo Saarinen, Rudolf Stark                                                                                  |
| Sturm:        | Friedhelm Branz, Dieter Brüggemann, Igor Kalavsky, Gerd Karl, Gerhard Möller, Gerhald Müll, Josef Reindl, Jörg Schauhoff, Uwe Siegosch, Karl-Friedrich Stenner-Borghoff |
| Trainer:      | Sandy Archer (bis Dezember 1974); Dieter Hoja (ab Dezember 1974) |

| Tor:          | Timo Nurminen, Herbert Prinz |
| Verteidigung: | Rüdiger Lannert, Reinhold Lubomski, Karl-Heinz Ruban, Rudolf Stark |
| Sturm:        | Friedhelm Branz, Dieter Brüggemann, Edgar Hebert, Igor Kalavsky, Gerd Karl, Josef Kink, Gerhard Möller, Peter Müller, Volkmar Müller, Jörg Schauhoff, Uwe Siegosch, Karl-Friedrich Stenner-Borghoff |
| Trainer:      | Dieter Hoja |

| Tor:          | Jacques Larocque, Herbert Prinz, Klaus Twelker |
| Verteidigung: | Rüdiger Lannert, Reinhold Lubomski, Erich Pinsker, Rudolf Stark                                                                                         |
| Sturm:        | Friedhelm Branz, Dieter Brüggemann, Edgar Hebert, Gerd Karl, Gerhard Möller, Jörg Schauhoff, Uwe Siegosch, Karl-Friedrich Stenner-Borghoff, Ross Webley |
| Trainer:      | Dieter Hoja |

| Tor:          | Rainer Makatsch, Herbert Prinz, Klaus Twelker |
| Verteidigung: | Heiko Antons, Rüdiger Lannert, Reinhold Lubomski, Erich Pinsker, Jürgen Schwer, Rudolf Stark                                                                                           |
| Sturm:        | Friedhelm Branz, Dieter Brüggemann, Edgar Hebert, Gerd Karl, Gerhard Möller, Michael Muus, Richard Neubauer, Marty Schmidt, Uwe Siegosch, Karl-Friedrich Stenner-Borghoff, Ross Webley |
| Trainer:      | Dieter Hoja |

| Tor:          | Detlef Franke, Sigmund Suttner |
| Verteidigung: | Ernst König, Reinhold Lubomski, Matthias Maurer, Thomas Reichel, Rudolf Stark, Sverker Torstensson |
| Sturm:        | Dieter Brüggemann, Martin Ebel, Joachim Eling, Gerd Karl, Gerhard Möller, Gerhald Müll, Michael Muus, Richard Neubauer, Marty Schmidt, Uwe Siegosch, Karl-Friedrich Stenner-Borghoff, Jaroslav Tuma, Kjell-Arne Vikström |
| Trainer:      | Jaroslav Walter |

| Tor:          | Detlef Franke, Sigmund Suttner |
| Verteidigung: | Peter Kaluza, Reijo Laksola, Reinhold Lubomski, Dieter Medicus, Thomas Reichel, Manfred Reinholtz, Rudolf Stark                                  |
| Sturm:        | Juhani Boström, Dieter Brüggemann, Martin Ebel, Ralf Hoja, Les Koch, Gerhard Möller, Gerhald Müll, Michael Muus, Richard Neubauer, Jaroslav Tuma |
| Trainer:      | Jaroslav Walter |

| Tor:          | Čestmír Fous, Detlef Franke, Bernhard Haider, Klaus Twelker |
| Verteidigung: | Wolfgang Busam, Chris Evans, Peter Kaluza, Ernst König, Reinhold Lubomski, Thomas Reichel, Rudolf Stark, Floreanu Zganca                                                                    |
| Sturm:        | Dieter Brüggemann, Martin Ebel, Michael Goldmann, Radomir Kratschmar, Guy Lash, Erwin Martens, Robert Martens, Jeff Miedzik, Gerhard Möller, Gerhald Müll, Richard Neubauer, Stefan Neurath |
| Trainer:      | Jaroslav Walter; Otto Schneitberger |

| Tor:          | Frank Blanke, Čestmír Fous |
| Verteidigung: | Joachim Janzon, Peter Kaluza, Ernst König, Reinhold Lubomski, Erich Pinsker, Thomas Reichel, Rudolf Stark                                                                                                   |
| Sturm:        | Dieter Brüggemann, Martin Ebel, Michael Goldmann, Erwin Martens, Robert Martens, Jeff Miedzik, Gerhard Möller, Gerhald Müll, Richard Neubauer, Stefan Neurath, Kaj Nilsson, Karl-Friedrich Stenner-Borghoff |
| Trainer:      | Jorma Siitarinen; Dieter Hoja |

| Tor:          | Frank Blanke, Čestmír Fous, Herbert Prinz |
| Verteidigung: | Ross Cory, Peter Kaluza, Hannu Koivunen, Ernst König, Erich Pinsker, Thomas Reichel |
| Sturm:        | Dieter Brüggemann, Martin Ebel, Michael Goldmann, Alexander Groß, Martin Hinterstocker, Ralf Hoja, Martti Jarkko, Gerhard Möller, Gerhald Müll, Michael Muus, Stefan Neurath, Kaj Nilsson, Vladimír Vacátko |
| Trainer:      | Vladimír Čechura; Dieter Hoja |

| Tor:          | Henryk Buk, Čestmír Fous |
| Verteidigung: | Hannu Koivunen, Ernst König, Harald Krüll, Erich Pinsker, Joachim Reil, Peter Romberg |
| Sturm:        | Dieter Brüggemann, Martin Ebel, Michael Goldmann, Hermann Hinterstocker, Martin Hinterstocker, Ralf Hoja, Martti Jarkko, Peter Just, Andrzej Małysiak, Paul Messier, Gerhald Müll, Michael Muus, Stefan Neurath, Vladimír Vacátko |
| Trainer:      | Gerhard Kießling; Heinz Zerres |

| Tor:          | Henryk Buk, Čestmír Fous |
| Verteidigung: | Klaus Auhuber, Thomas Dolak, Vítězslav Ďuriš, Peter Gailer, Dave Inkpen, Thomas Reichel, Joachim Reil, Peter Romberg                                                                              |
| Sturm:        | Bruce Boudreau, Dieter Brüggemann, Bruce Hardy, Hermann Hinterstocker, Ralf Hoja, Andrzej Małysiak, Michael Muus, Stefan Neurath, Thomas Pokorný, Wolfgang Rosenberg, Earl Spry, Vladimír Vacátko |
| Trainer:      | Ricki Alexander |

| Tor:          | Henryk Buk, Čestmír Fous |
| Verteidigung: | Thomas Dolak, Peter Gailer, Josef Klaus, Andreas Pokorny, Peter Romberg |
| Sturm:        | Mike Bruce, Bruce Hardy, Danny Held, Ralf Hoja, Martti Jarkko, Ralph Krueger, Stefan Neurath, Harry Pflügl, Thomas Pokorný, Jaroslav Pouzar, Wolfgang Rosenberg, Mark Sochatsky, Earl Spry, Winfried Winofsky |
| Trainer:      | Jan Eysselt |

| Tor:          | Frank Blanke, Čestmír Fous, Olaf Grundmann |
| Verteidigung: | Vítězslav Ďuriš, Antonio Fonso, Peter Gailer, Frank Gentges, Greg Pruden, Peter Romberg                                                                                                   |
| Sturm:        | Mike Bruce, Bruce Hardy, Danny Held, Martti Jarkko, Kurt Kleinendorst, Jürgen Lechl, Steve McNeil, Roger Nicholas, Harry Pflügl, Jaroslav Pouzar, Robert Simon, Mark Sochatsky, Earl Spry |
| Trainer:      | Jan Eysselt |

| Tor:          | Čestmír Fous, Olaf Grundmann, Rupert Meister |
| Verteidigung: | Vítězslav Ďuriš, Antonio Fonso, Peter Gailer, Ladislav Hospodar, Dan Olsen, George Pesut                                                                               |
| Sturm:        | Mike Bruce, Bruce Hardy, Danny Held, Jürgen Lechl, Gaétan Malo, Steve McNeil, Jaroslav Pouzar, Pavel Prokeš, Alexander Schnöll, Gary Schwindt, Robert Simon, Earl Spry |
| Trainer:      | Otto Schneitberger, Jaroslav Pouzar (Spielertrainer) |

| Tor:          | Olaf Grundmann, Sigmund Suttner |
| Verteidigung: | Andrzej Bieleninik, Teja Dambon, Ralph Eber, Peter Gailer, Ladislav Hospodar, Björn Mannstein, Karsten Mende, Daniel Nowak, Thomas Reichel, Andreas Utner                                  |
| Sturm:        | Kenneth Brown, Rüdiger Esser, Uwe Geiselmann, Steve McNeil, Bodo Mischer, Mike Orn, Marc Otten, Andreas Sauli, Alexander Schnöll, Robert Simon, Lothar Strauch, Brian Verbeek, John Walker |
| Trainer:      | Peter Gailer (Spielertrainer) |

| Tor:          | Frank Blanke, Olaf Grundmann, Norbert Scholz |
| Verteidigung: | Teja Dambon, Peter Gailer, Mark Jablonski, Markus Kolloch, Karsten Mende, Erich Pinsker, Greg Pruden, Peter Romberg |
| Sturm:        | Gordon Blumenschein, Dieter Brüggemann, Roger Bruns, Jerzy Christ, Benoît Doucet, Greg Evtushevski, Till Feser, Michael Fingerhut, Georg Gailer, Martin Hinterstocker, Jędrzej Kasperczyk, Carsten Lang, Steve McNeil, Bodo Mischer, Ireneusz Pacula, Andreas Sauli, Robert Simon, Frank Strauß |
| Trainer:      | Jozef Golonka |

| Tor:          | Olaf Grundmann, Norbert Scholz |
| Verteidigung: | Teja Dambon, Ladislav Hospodar, Mark Jablonski, Markus Kolloch, Karsten Mende, George Pesut, Erich Pinsker, Carsten Plate, Peter Romberg, Michael Weinfurter |
| Sturm:        | Christoph Augsten, Thomas Barczikowski, Roger Bruns, Jerzy Christ, Marc Dickhaut, Jens Esche, Greg Evtushevski, Till Feser, Frank Fischöder, Jędrzej Kasperczyk, Carsten Lang, Moe Lemay, Ireneusz Pacula, Andreas Sauli, Robert Simon, Frank Strauß, Jiří Überall, Oliver Vieten |
| Trainer:      | Jozef Golonka |

| Tor:          | Čestmír Fous, Christof Grünthal, Carsten Utner |
| Verteidigung: | Olf Engelmann, Holger Glomb, Ladislav Hospodar, Mark Jablonski, Steffen Klau, Frank Liebert, Erich Pinsker, Carsten Plate, Herbert Plattner, Robert Schütz                                        |
| Sturm:        | Christoph Augsten, Roman Blazek, Roger Bruns, Jerzy Christ, Marc Dickhaut, Jens Esche, Till Feser, Carsten Lang, Moe Lemay, Ireneusz Pacula, Guy Rouleau, Robert Simon, Frank Strauß, Mark Taylor |
| Trainer:      | Jozef Golonka (bis Oktober 1991); Mark Taylor (interimsweise als Spielertrainer); Bruce Keller (November 1991 bis Februar 1992); Mark Taylor (Spielertrainer ab Februar 1992)                     |

| Tor:          | Christof Grünthal, Carsten Utner, Reiner Vorderbrüggen |
| Verteidigung: | Reik Bläsche, Olf Engelmann, Lutz Feser, Antonio Fonso, Ladislav Hospodar, Mark Jablonski, Steffen Klau, Herbert Plattner, Marc Wittbrock |
| Sturm:        | Roman Blazek, Oliver Buick, Jerzy Christ, Eric Daniels, Marc Dickhaut, Jens Esche, Daniel Hentschel, Daniel Hesmert, Andreas-Konrad Hofer, Janusz Janikowski, Greg Johnston, Carsten Lang, Vladimir Lukscheider, Stefan Neurath, Dave O’Brien, Bobby Reynolds, Tim Specht, Rudolf Sternkopf, Frank Strauß |
| Trainer:      | Steven Polgar |

| Tor:          | Olaf Grundmann, Waldemar Quapp, Carsten Utner |
| Verteidigung: | Reik Bläsche, Olf Engelmann, Jens Fischer, Antonio Fonso, Ladislav Hospodar, Mark Jablonski, Steffen Klau, Peter Romberg, Marc Wittbrock                                   |
| Sturm:        | Thomas Daffner, Eric Daniels, Jens Esche, Christian Flügge, Daniel Hentschel, Daniel Hesmert, Janusz Janikowski, Greg Johnston, Oliver Kasper, Bobby Reynolds, Miloš Vaník |
| Trainer:      | Bill Lochead |